# Internationale Wissenschaftsjahre
Seit 2007 richtet das Bundesministerium für Bildung und Forschung (BMBF) im Rahmen der Internationalisierungsstrategie Internationale Wissenschaftsjahre mit strategisch wichtigen Partnerländern aus, etwa mit der Volksrepublik China, Brasilien oder Russland. Ziel ist, die Zusammenarbeit in Bildung und Forschung zu fördern und nachhaltig zu stärken, sei es durch den Ausbau der Hochschulkooperationen, der Initiierung von Forschungs- und Entwicklungsprojekten, der Förderung der beruflichen Bildung oder der Intensivierung der Spitzenforschung.

## Ziele und Schwerpunkte
Um diese Ziele zu erreichen, werden Forschungsinstitutionen und Bildungseinrichtungen beider Länder seitens des BMBF und des jeweiligen Partnerministeriums dazu eingeladen, ihre gemeinsamen Projekte in der Öffentlichkeit darzustellen, den Austausch des wissenschaftlichen Nachwuchses zu stärken und neue Kooperationen auf den Weg zu bringen. Gefördert werden zum Beispiel Delegationsreisen, Veranstaltungen und Workshops sowie „Best Practice-Projekte“, die die Kooperation in Bildung und Forschung sowie in Wissenschaft und Technologie voranbringen.
Die Themenschwerpunkte der jeweiligen Internationalen Wissenschaftsjahre orientieren sich sowohl an den Forschungsagenden beider Länder – in Deutschland ist es die Hightech-Strategie – als auch an den bilateralen Abkommen zur Wissenschaftlich-Technologischen Zusammenarbeit (WTZ-Abkommen). Wie die vergangenen Internationalen Wissenschaftsjahre zeigen, rücken globale Zukunftsthemen (etwa Klima/Energie, Gesundheit/Ernährung, Mobilität, Sicherheit und Kommunikation) und Innovationsförderung zunehmend in den Fokus und damit das Zusammenspiel von Politik, Wissenschaft und Wirtschaft.
Damit Ziele und Hintergründe, Projekte und Aktivitäten der Internationalen Wissenschaftsjahre in Fachkreisen und in der Öffentlichkeit ankommen, werden diese jeweils über ein eigenes Internetportal mit Veranstaltungskalender kommuniziert und durch eine übergreifende Kommunikationskampagne des BMBF begleitet.
Bei der Koordination und Kommunikation der Internationalen Wissenschaftsjahre unterstützt der Projektträger Internationales Büro im Deutschen Zentrum für Luft- und Raumfahrt (DLR) das BMBF.

## Bisherige Internationale Wissenschaftsjahre
Bisher hat das BMBF die folgenden Internationalen Wissenschaftsjahre ausgerichtet:
- Deutsch-Ägyptisches Jahr der Wissenschaften und Technologie 2007.
- Deutsch-Israelisches Jahr der Wissenschaft und Technologie 2008.
- Deutsch-Chinesisches Jahr der Wissenschaft und Bildung 2009/10
- Deutsch-Brasilianisches Jahr der Wissenschaft, Technologie und Innovation 2010/11
- Deutsch-Russisches Jahr der Bildung, Wissenschaft und Innovation 2011/12
- Deutsch-Südafrikanisches Jahr der Wissenschaft 2012/2013

### Deutsch-Ägyptisches Jahr der Wissenschaft und Technologie 2007
Das Deutsch-Ägyptische Wissenschaftsjahr, das von den Forschungsministern beider Länder am 15. Januar 2007 in Kairo eröffnet wurde, stand unter dem Motto „Linking Scientific Masterminds“. Es zielte darauf ab, Wissenschaftler zusammenzuführen, gemeinsame Forschungsprojekte zu initiieren und bilaterale Forschungsprojekte ins Leben zu rufen, um über das Jahr 2007 hinaus die wissenschaftliche Zusammenarbeit zu stärken. Den inhaltlichen Kern des Wissenschaftsjahres bildeten dabei sechs Forschungsnetzwerke in den Fachgebieten Materialwissenschaften, Wasser, erneuerbare Energien, Biotechnologie, Gesundheitsforschung und Geistes- und Sozialwissenschaften. Insbesondere Anwendungsorientierung und Industrierelevanz der bilateralen Projekte konnten verstärkt werden. Zugleich wurde durch die Einbeziehung neuer universitärer und außeruniversitärer Partner in Ägypten die Kooperation auf eine breitere Basis gestellt, etwa durch die Implementierung eines gemeinsamen Forschungsfonds (GERF) oder die German University in Cairo (GUC). Mit mehr als 150 Veranstaltungen hat das Deutsch-Ägyptische Jahr der Wissenschaft und Technologie nicht nur Wissenschaftler, sondern auch ein breites Publikum angesprochen. Beispiele hierfür sind die Eröffnungsfeier in Kairo, die Multimedia-Ausstellung „Culturama“ in Berlin, der „Tag des offenen Schiffs“ mit dem Forschungsschiff Meteor in Port Said, die Feier zum 100-jährigen Bestehen des Deutschen Archäologischen Instituts Kairo, die Ausstellung „Versunkene Schätze“ in Bonn oder die Mumienausstellung mit wissenschaftlichem Begleitprogramm im Landesmuseum Stuttgart. Durch seine Brückenfunktion zur arabischen Welt ist Ägypten nach wie vor eines der wichtigsten Partnerländer Deutschlands im Nahen Osten. Im Januar 2013 eröffnete eine Zweigstelle der German University in Cairo in Berlin.

### Deutsch-Israelisches Jahr der Wissenschaft und Technologie 2008
Das „Deutsch-Israelische Jahr der Wissenschaft und Technologie“, das am 8. April 2008 in Berlin eröffnet wurde, zielte darauf ab, die Vielfalt und Exzellenz der bilateralen Wissenschaftskooperation sichtbar zu machen und dem Forschungsstandort Deutschland in Israel eine Öffentlichkeit zu geben. Besonderes Augenmerk lag dabei auf der Zusammenarbeit von Nachwuchswissenschaftlern beider Länder. Das Wissenschaftsjahr hat neue Impulse gegeben, u. a. wurde ein Akzent auf anwendungsorientierte Forschungs- und Entwicklungskooperationen gesetzt und die Geistes- und Sozialwissenschaften gestärkt. Ein Meilenstein auf diesem Weg war die Einrichtung eines Minerva-Zentrums für Geistes- und Sozialwissenschaften. Weitere inhaltliche Schwerpunkte des Jahres waren Medizinwissenschaften sowie Sicherheits- und Umweltforschung. Um junge Wissenschaftler im Rahmen der deutsch-israelischen Zusammenarbeit weiter zu fördern und ihre Perspektiven zu verbessern, hat das BMBF 2008 mit dem „Award for Research Cooperation and Highest Excellence“ (ARCHES) einen Nachwuchswissenschaftlerpreis ausgelobt, der nun jährlich verliehen wird. Die Betreuung des Ausschreibungs- und Auswahlverfahrens erfolgt durch die Minerva Stiftung GmbH. Bei den deutsch-israelischen Regierungskonsultationen 2012 standen die erfolgreiche Zusammenarbeit in der Krebsforschung und die Aufnahme der Zusammenarbeit in der Batterieforschung und Elektrochemie im Mittelpunkt.

### Deutsch-Chinesisches Jahr der Wissenschaft und Bildung 2009/10
Unter dem Motto „Zusammen auf dem Weg des Wissens“ fand von März 2009 bis Juni 2010 das „Deutsch-Chinesische Jahr der Wissenschaft und Bildung 2009/10“ statt. Mehr als 200 Veranstaltungen, Workshops und Delegationsreisen führten Deutsche und Chinesen aus Wissenschaft und Bildung, Politik und Gesellschaft zusammen. Dazu gehörten zum Beispiel das Nobelpreisträgertreffen in Lindau mit chinesischen Nachwuchswissenschaftlern oder die Beteiligung des BMBF an den im Rahmen der Veranstaltungsreihe „Deutschland und China – gemeinsam in Bewegung“ (DuC) organisierten deutsch-chinesischen Promenaden in Shenyang und Wuhan zum Thema „Nachhaltige Stadtentwicklung“ mit jeweils mehr als 300.000 Besuchern. Zudem konnten sich Studenten und Wissenschaftler über weitere Aktivitäten des Wissenschaftsjahrs, deutsche Bildungs- und Forschungseinrichtungen sowie Fördermöglichkeiten informieren. In Deutschland fanden erstmals an über 47 deutschen Hochschulen die „China-Wochen“ statt, um die Öffentlichkeit über das Partnerland zu informieren und auf das Potenzial deutsch-chinesischer Hochschul- und Forschungskooperationen aufmerksam zu machen. Parallel dazu wurde ein „Filmwettbewerb“ zum Wissenschaftsjahr ausgeschrieben. Das BMBF förderte während des Wissenschaftsjahres mit knapp zwei Millionen Euro China-Projekte deutscher Wissenschaftler. Kernbereiche der Kooperation waren dabei die Spitzenforschung zu Klima-, Energie- und Gesundheitsfragen sowie die berufliche und universitäre Bildung. Die ersten und zweiten deutsch-chinesischen Regierungskonsultationen (2011 in Berlin, 2012 in Peking) haben die Zusammenarbeit beider Länder auf eine neue Stufe gehoben. Insgesamt wurden auf den Regierungskonsultationen sieben Gemeinsame Erklärungen zu Bildungs- und Forschungsthemen unterzeichnet. Thematisch erstreckt sich die Kooperation des BMBF mit China von der Zusammenarbeit im Hochschulwesen (Studierenden-/Graduierten-/Wissenschaftleraustausch, Hochschulkooperationen) und in der Berufsbildung über gemeinsame Aktivitäten in verschiedenen Forschungsbereichen wie z. B. Innovationsforschung, Lebenswissenschaften, Umwelt/Ökologie, LED-Technologien, Geowissenschaften, Meeresforschung oder Kulturerbe.

### Deutsch-Brasilianisches Jahr der Wissenschaft, Technologie und Innovation 2010/11
Von April 2010 bis April 2011 fanden in Deutschland und Brasilien zahlreiche Veranstaltungen in Wissenschaft, Forschung und Bildung statt. Unter dem gemeinsamen Motto des Jahres „nachhaltig:innovativ“ begegneten sich brasilianische und deutsche Universitäten, Forschungseinrichtungen, Wissenschaftler und Studierende um sich zu verschiedenen Fragestellungen unter den übergreifenden Themen Nachhaltigkeit und Innovation auszutauschen und neue bilaterale Projekte anzustoßen. Ziel der Veranstaltungen war es, die Vielfalt und Exzellenz der bilateralen Wissenschaftskooperation bekannter zu machen und der Wissenschaftlich-Technologischen Zusammenarbeit neue Impulse zu geben. Im gemeinsamen Wissenschaftsjahr fanden über 100 deutsch-brasilianische Veranstaltungen statt, darunter 60 Best-Practice-Projekte, die insgesamt mit über einer Million Euro vom BMBF gefördert wurden. Höhepunkte waren unter anderem die Brasilienwoche an der Westfälischen Wilhelms-Universität Münster, eine Roadshow in Brasilien, bei der der deutsche Forschungsstandort präsentiert wurde, die Wanderausstellung „Auge des Himmels“ des Deutschen Zentrums für Luft- und Raumfahrt (DLR) und eine Promotiontour durch Brasilien, mit der für ein Studium in Deutschland geworben wurde. Durch das Deutsch-Brasilianische Jahr wurde der Aufbau eines Agrarforschungslabors der  brasilianischen Forschungsanstalt EMBRAPA unter dem Dach des Helmholtz-Forschungszentrums in Jülich angestoßen. Hier arbeiten seit 2012 beide Institutionen im Bereich der Pflanzenzüchtung verstärkt zusammen. Ein Workshop zum Thema „Wertschöpfung aus Bioressourcen“ im Rahmen des Jahres war Ausgangspunkt zu einer intensivierten Forschungszusammenarbeit. Die Kooperation soll beide Länder künftig bei der Entwicklung einer biobasierten Wirtschaft voranbringen.

### Deutsch-Russisches Jahr der Bildung, Wissenschaft und Innovation 2011/12
Unter dem Motto „Partnerschaft der Ideen“ fand von Mai 2011 bis Mai 2012 das Deutsch-Russische Jahr statt, mit mehr als 200 Veranstaltungen. Zu den Prioritäten zählten physikalische Grundlagenforschung, optische Technologien, Meeres- und Polarforschung, Informations- und Kommunikationstechnologien sowie biologische Forschung und Biotechnologie. Mit einer deutsch-russischen Berufsbildungskooperation wurde der Aufbau bilateraler Berufsbildungspartnerschaften gefördert, und durch gemeinsame Innovationspartnerschaften konnten Forschungsergebnisse schneller in marktreife Produkte überführt werden. Ein besonderes Augenmerk lag auch auf der Förderung junger Talente: Durch deutsch-russische Austauschprogramme und Hochschulpartnerschaften wurde der wissenschaftliche Nachwuchs beider Länder besser qualifiziert. Zudem fanden an 18 ausgewählten deutschen Hochschulen die „Russlandwochen“ statt, um bei Studierenden, Wissenschaftlern und in der Öffentlichkeit das Bewusstsein für das Potenzial der deutsch-russischen Kooperation im Hochschulbereich zu schärfen. Deutsche und russische Wissenschaftsorganisationen, Forschungseinrichtungen und Universitäten und nicht zuletzt die Ministerien beider Länder haben sich für den weiteren Ausbau der Beziehungen in den Bereichen Bildung, Forschung und Innovation eingesetzt und dies in zahlreichen Vereinbarungen urkundlich bekräftigt.
Die „Länderkampagne Russland“, die von 2012 bis 2014 im Rahmen der Initiative „Werbung für den Innovationsstandort Deutschland“ unter der Dachmarke „Research in Germany“ läuft, knüpft an das Deutsch-Russische Jahr der Bildung, Wissenschaft und Innovation 2011/12 an. Sie zielt darauf ab, bilaterale Kooperationen von Forschungs- und Wissenschaftsorganisationen weiter zu verstärken. Bei der Länderkampagne werden Marketingprojekte deutscher Forschungsinstitute und innovativer Unternehmen unterstützt. Die Schwerpunkte der Länderkampagne liegen auf Optischen Technologien, Nanotechnologie, Ressourceneffizienz und Gesundheit. Bei den deutsch-russischen Regierungsverhandlungen im April 2013 betonten beide Länder ihre enge Zusammenarbeit in der Polar- und Meeresforschung. Untersucht werden der Rückgang des Meereises in der Arktis und die Rekonstruktion der Klimageschichte in den letzten 3,6 Mio. Jahren.

### Deutsch-Südafrikanisches Jahr der Wissenschaft 2012/2013
Von April 2012 bis April 2013 führte das Deutsch-Südafrikanische Wissenschaftsjahr unter dem Motto „Forschungspartnerschaften stärken für Innovation und nachhaltige Entwicklung“ Wissenschaftler beider Länder in sieben Themenfeldern zusammen: in der Klimaforschung, in der Bioökonomie, in der Forschung zur Urbanisierung, in der Gesundheitswirtschaft, in der Astronomie, in den Geisteswissenschaften und im Human Capital Development. Einer der wichtigsten Schwerpunkte der deutsch-südafrikanischen Forschungsarbeit im Wissenschaftsjahr war und ist die Erforschung des Klimawandels, seiner Ursachen und Auswirkungen. Hierzu wurden Projekte und Workshops organisiert, die sich mit geschlossenen Ökosystemen, Artenvielfalt, Umgang mit Wasserressourcen oder Veränderung der Böden beschäftigen. Insgesamt fanden im Laufe des Jahres 200 Veranstaltungen statt, darunter die erste gemeinsame deutsch-südafrikanische Antarktis-Expedition des Forschungsschiffs „Polarstern“. Im Rahmen des Ideenwettbewerbs haben die Ministerien beider Länder 41 Projekte gefördert, zudem fanden Schulwettbewerbe, Sommerschulen, Ringvorlesungen, Fachtagungen statt. Zum Abschluss des Wissenschaftsjahres wurde die Einrichtung eines gemeinsamen Forschungslehrstuhls vereinbart, der in einem der sieben Themenfelder geschaffen und an einer von Südafrikas besten Universitäten angesiedelt werden soll. Darüber hinaus hat die Alexander von Humboldt-Stiftung die vom BMBF geförderte „Neville Alexander-Gedächtnisinitiative“ ins Leben gerufen.